# Juan II de Berry
Juan de Berry (1377-1397), conde de Montpensier (1386-1397), fue un noble francés. Él era el hijo de Juan I de Berry y de Juana de Armagnac. No tuvo hijos, y murió antes que su padre.
Se casó dos veces
1. en 1386 en  Saint-Ouen con  Catalina de Valois (1378 - †1388), hija de Carlos V de Francia y Juana de Borbón
2. en 1390 con Ana de Borbón-La Marche (1380-1408), hija de Juan I de La Marche y Catalina de Vendôme.